# لوسي جاسكيل
لوسي جاسكيل (بالإنجليزية: Lucy Gaskell)‏ هي ممثلة بريطانية، ولدت في 10 يوليو 1980 في المملكة المتحدة.

## وصلات خارجية
- لوسي جاسكيل على موقع IMDb (الإنجليزية)
- لوسي جاسكيل على موقع ميتاكريتيك (الإنجليزية)
- لوسي جاسكيل على موقع روتن توميتوز (الإنجليزية)
- لوسي جاسكيل على موقع ألو سيني (الفرنسية)
- لوسي جاسكيل على موقع أول موفي (الإنجليزية)
- لوسي جاسكيل على موقع قاعدة بيانات الفيلم (الإنجليزية)